# Střemily
Střemily, také Střímila nebo Štřemily (německy Richterhof), jsou zaniklá obec na území vojenského újezdu Boletice a název katastrálního území (171 ha), také místní název,  v obvodu obce Chvalšiny v okrese Český Krumlov.

## Historie
První písemná zmínka o obci pochází z roku 1310. Český název obce vznikl ze složeného osobního jména Střemil. Německý název obce byl odvozen ze skutečnosti, že zde byla rychta. V roce 1930 zde (kromě přidružených osad) žilo 127 obyvatel a stálo 18 domů. V roce 1938 měla obec (včetně přidružených osad) 355 obyvatel. V letech 1938 až 1945 byla obec v důsledku uzavření Mnichovské dohody přičleněna k Německé říši. Obec zanikla v 50. letech 20. století v souvislosti se zřízením vojenského újezdu Boletice.
V obvodu bývalé obce Střemily, která stála na území nynějšího katastrálního území Třebovice u Českého Krumlova (3 072 ha) v obvodu vojenského újezdu Boletice, byly osady:
- Hvozd, do roku 1945 Hochvalda (německy Hochwald ), první písemná zmínka pochází z roku 1310; v roce 1930 zde žilo 75 obyvatel a stálo 10 domů.[2]
- Osí (německy Schönfelden), první písemná zmínka pochází z roku 1445; v roce 1930 zde žilo 75 obyvatel a stálo 10 domů.[6]
- Šavlova Lhota, také Mýto (německy Schlagl).[3]